# Pseudoleskeella tectorum
Pseudoleskeella tectorum là một loài Rêu trong họ Leskeaceae. Loài này được (Funck ex Brid.) Kindb. ex Broth. miêu tả khoa học đầu tiên năm 1907.